# Lev Kaljajev
Lev Kaljajev, född 16 maj 1929 i Leningrad, död 19 augusti 1983 i Leningrad, var en sovjetisk friidrottare.
Kaljajev blev olympisk silvermedaljör på 4 x 100 meter vid sommarspelen 1952 i Helsingfors.